# Agent intelligent
Pour les articles homonymes, voir Agent.
 (juillet 2025).
La mise en forme du texte ne suit pas les recommandations de Wikipédia : il faut le « wikifier ».
Les points d'amélioration suivants sont les cas les plus fréquents. Le détail des points à revoir est peut-être précisé sur la page de discussion.
- Les titres sont pré-formatés par le logiciel. Ils ne sont ni en capitales, ni en gras.
- Le texte ne doit pas être écrit en capitales (les noms de famille non plus), ni en gras, ni en italique, ni en « petit »…
- Le gras n'est utilisé que pour surligner le titre de l'article dans l'introduction, une seule fois.
- L'italique est rarement utilisé : mots en langue étrangère, titres d'œuvres, noms de bateaux, etc.
- Les citations ne sont pas en italique mais en corps de texte normal. Elles sont entourées par des guillemets français : « et ».
- Les listes à puces sont à éviter, des paragraphes rédigés étant largement préférés. Les tableaux sont à réserver à la présentation de données structurées (résultats, etc.).
- Les appels de note de bas de page (petits chiffres en exposant, introduits par l'outil «  Source ») sont à placer entre la fin de phrase et le point final[comme ça].
- Les liens internes (vers d'autres articles de Wikipédia) sont à choisir avec parcimonie. Créez des liens vers des articles approfondissant le sujet. Les termes génériques sans rapport avec le sujet sont à éviter, ainsi que les répétitions de liens vers un même terme.
- Les liens externes sont à placer uniquement dans une section « Liens externes », à la fin de l'article. Ces liens sont à choisir avec parcimonie suivant les règles définies. Si un lien sert de source à l'article, son insertion dans le texte est à faire par les notes de bas de page.
- La présentation des références doit suivre les conventions bibliographiques. Il est recommandé d'utiliser les modèles {{Ouvrage}}, {{Chapitre}}, {{Article}}, {{Lien web}} et/ou {{Bibliographie}}. Le mode d'édition visuel peut mettre en forme automatiquement les références.
- Insérer une infobox (cadre d'informations à droite) n'est pas obligatoire pour parachever la mise en page.

Pour une aide détaillée, merci de consulter Aide:Wikification.
Si vous pensez que ces points ont été résolus, vous pouvez retirer ce bandeau et améliorer la mise en forme d'un autre article.
En intelligence artificielle, un agent intelligent (AI) est une entité autonome capable de percevoir son environnement via des capteurs, d'agir sur celui-ci au moyen d'effecteurs, et de poursuivre des objectifs définis, souvent à partir d'un prompt. Il peut être doté d'une persona ou d'une interface, et mobiliser des connaissances ou des mécanismes d'apprentissage pour optimiser ses actions.
Les agents intelligents peuvent être simples (comme un thermostat, simplement réactif), ou complexes (intégrant des modèles cognitifs, des techniques d'apprentissage automatique ou des architectures multi-agents). Ils peuvent fonctionner seuls ou en collaboration avec d'autres agents, humains ou artificiels. Souvent représentés comme des systèmes fonctionnels abstraits, ils sont parfois qualifiés d'« agents intelligents abstraits » (AIA) pour les distinguer de leurs implémentations concrètes (logiciels, systèmes biologiques, organisations).
Avec les avancées récentes en IA, notamment les grands modèles de langage et l'apprentissage par renforcement, ces agents tendent à percevoir leur contexte, à devenir de plus en plus autonomes, adaptatifs et capables d'apprendre de leurs propres expériences pour proactivement réagir en recherchant et trouvant les meilleures stratégies de réponse à une question (le prompt). Certaines définitions insistent sur cette autonomie croissante et utilisent le terme agent intelligent autonome.

## Caractéristiques
Les agents sont spécifiquement conçus pour traiter les requêtes et possèdent au moins un des éléments suivants : capacité de traitement, connaissance de l'environnement dans lequel ils évoluent, ou informations sur le domaine. Pour considérer un agent comme une entité intelligente, il doit posséder les propriétés suivantes :
- autonomie : l'agent peut agir sans aucune intervention humaine directe et contrôler ses propres actions ;
- sociabilité : est capable de communiquer avec un langage commun avec d'autres agents, y compris d'autres humains ;
- capacité de réaction : peut percevoir son environnement et réagir pour s'y adapter ;
- initiative : capacité à agir pour résoudre un problème.

## Histoire
Le concept d'agent intelligent émerge dans les années 1950 avec les premiers travaux en cybernétique et en intelligence artificielle, notamment ceux de John McCarthy et Norbert Wiener. Dans les années 1980, les systèmes experts et autres systèmes d'aide à la décision, et les architectures cognitives comme SOAR ou ACT-R posent les bases de la modélisation des agents autonomes. 
Les années 1990 et le début du XXIe siècle voient, parallèlement au développement de l'Internet, l'essor d'agents logiciels dans des environnements distribués, avec des applications en e-commerce, en recherche d'information et pour l'automatisation ou pour la veille stratégique. ils sont notamment introduits dans les réseaux de communication (NTIC) et dans la domotique, les compteurs intelligents, etc. Des assistants vocaux comme Siri et Alexa, apparus au début des années 2010, incarnent les premières formes grand public d'agents intelligents, capables de percevoir la parole, d'interagir en langage naturel et d'exécuter des actions simples, marquant une étape clé dans l'évolution de l'IA vers une IA agentique aux interfaces conversationnelles autonomes. Dès les années 2020, les agents intelligents deviennent aussi de possibles acteurs contractuels potentiels dans le cyberespace et notamment dans le Metavers (sous forme d'avatar par exemple), suscitant un débat doctrinal sur la nature du droit applicable, où l'approche moderniste s'impose progressivement face aux limites des conceptions classiques et intermédiaires, notamment en matière de formalisme et de reconnaissance juridique du contrat électronique ; Dans le domaine de la finance et de la spéculation, le trading haute fréquence (THF) est largement assuré par des agents intelligents, dont sous forme d'algorithmes autonomes et adaptatifs qui ont souvent intégré des techniques d'apprentissage automatique, de réseaux neuronaux et de prévision dynamique, leur permettant à très grande vitesse d'ajuster leurs stratégies d'achat et de vente au vu des conditions actuelles et prospectives du marché, avec des risques (cyber risques) de HoaxCrash (canular utilisé pour manipuler le cours d'une action boursière et créer une volatilité artificielle), mais aussi avec de nouvelles solutions algorithmiques pour lutter contre ces risques. Des agents intelligents peuvent être créés pour hacker ou voler des informations, et d'autres pour au contraire les sécuriser de manière dynamique via le chiffrement, la pseudonymisation, des pare-feux, l'IA quantique.
Le paradigme des systèmes multi-agents (SMA) se développe, permettant la coopération entre agents pour résoudre des tâches relativement complexes. À partir des années 2010, l'intégration de l'apprentissage automatique et du traitement du langage naturel transforme les agents en entités capables d'adaptation et de dialogue.
Dans les années 2020, l'arrivée des modèles de langage avancés (comme GPT) et des interfaces conversationnelles marque une nouvelle étape vers des agents plus autonomes, interactifs et personnalisables ; des agents qui peuvent « poursuivre un objectif, prendre des décisions et enchaîner plusieurs actions sans intervention ». Bien que la rapidité de réponse et l'efficacité énergétique soient des objectifs de développement, la consommation de ressources des grands modèles de langage reste un défi significatif en raison de leur taille et de la complexité de leur entraînement,. Demis Hassabis de DeepMind a prédit que « 2025 sera l’année des agents IA » et on y a vu émerger des  agents intelligents effectivement capables d'utiliser des logiciels comme le ferait un humain et à sa place (ex. : OpenAI a proposé Operator (un agent capable de réserver de bout en bout un voyage ou un achat en ligne), pendant qu'en Chine l’agent Manus peut contrôler un  navigateur pour remplir des formulaires complexes et lancer des designs sur Canva ; « Google expérimente Gemini Projets (Project Mariner), OpenAI pilote GPT Agents privés (Simulators, Leaders…), Amazon travaille sur des assistants autonomes, etc. (...). Dans les entreprises, ces agents commencent à s’intégrer dans les logiciels métier (CRM, ERP, etc.), augmentant ainsi les fonctionnalités intelligentes de ces outils. »).

## Prospective
Au milieu des années 2020, l'IA agentique, fondée sur des agents autonomes capables de percevoir, raisonner, agir et coopérer, semble devoir s'imposer comme une tendance majeure. 
Ces agents peuvent interagir avec des systèmes métiers, planifier des actions complexes et apprendre de leurs expériences. Sur le Web, leur déploiement pourrait transformer les interfaces utilisateurs, rendre caducs les moteurs de recherches traditionnels, automatiser les services en ligne, et personnaliser les parcours numériques. Des agents intelligents pourraient gérer des sites, modérer des communautés, ou négocier des contrats en ligne et bouleverser le télémarketing, potentiellement plus écoresponsable (un marché global, qui pourrait, selon Grand View Research, « passer de 136,6 milliards de dollars en 2022 à 1 811,8 milliards en 2030 »).
L'émergence de systèmes multi-agents collaboratifs ouvre la voie à un Web différent, que certains imaginent plus dynamique, adaptatif et auto-organisé et peut-être plus étique,. L'avenir du Web pourrait ainsi être façonné par des agents intelligents capables de dialoguer, d'agir et de coexister avec les humains dans des environnements numériques hybrides. Toutefois, ces évolutions posent des défis en matière de sécurité, de gouvernance algorithmique et de transparence, et en termes humains et sociaux, avec la suppression possible de millions d'emplois, y compris d'emplois qualifiés ; le risque d'une dépendance et d'une ia-vers-l-autonomie-de-la-maperte d'autonomie et de capacité critique de la part des utilisateurs (privés ou professionnels.

## Classification

### Agents d'interface
Ils apportent un support et une assistance, principalement à l'utilisateur, afin d'apprendre à utiliser une application particulière. Ces agents interagissent graphiquement avec l'utilisateur, de façon qu'il n'a pas besoin de connaître tous les processus exécutés par l'agent, mais uniquement les résultats qu'il fournit. Cela permet aux agents d'avoir un certain degré d'autonomie par rapport aux utilisateurs.
Les agents d'interface apprennent à la fois de l'utilisateur et des autres agents. Ils peuvent apprendre en recevant des instructions explicites de l'utilisateur, des commentaires positifs ou négatifs, en observant et en imitant les actions effectuées par l'utilisateur ou en demandant à d'autres agents de collaborer avec eux pour atteindre leur objectif.

### Agents collaboratifs ou coopératifs
Parmi ces agents, on peut souligner les propriétés d'autonomie et de coopération, ainsi qu'une capacité de négociation pour exécuter des tâches conjointement. Ils sont utilisés dans un système où les agents développés séparément présentent une fonctionnalité obtenue uniquement grâce à leur travail ensemble.

### Agents mobiles
Ces agents intelligents fonctionnent comme des processus capables de voyager sur les WAN et les WWW, d'interagir avec d'autres ordinateurs collectant des informations au profit de leur propriétaire et de revenir après avoir exécuté les tâches assignées par leur utilisateur et rapporté les résultats.

### Agents d'information
Cette technologie apparaît comme une réponse aux défis posés par la récupération d'informations sur le WWW. Ces agents remplissent le rôle de manipuler ou collecter les informations trouvées dans différentes sources distribuées pour donner une réponse pertinente aux questions soulevées par l'utilisateur.

### Agents hybrides
Ces agents sont la combinaison de deux ou plusieurs philosophies au sein d'un même agent. De cette façon, les capacités de l'agent sont maximisées et les déficiences de différentes types sont minimisées.

### Agents IA basés sur de grands modèles de langage (LLMs)
Les agents IA basés sur de grands modèles de langage (LLM, pour Large Language Models) s'appuient sur des réseaux neuronaux de très grande taille pour analyser des instructions en langage naturel et générer des actions ou des réponses adaptées à leur environnement.
En combinant ces capacités de compréhension contextuelle avec des mécanismes d'auto-réflexion ou de planification, ils peuvent mener des tâches complexes de façon autonome, comme la résolution de problèmes ou la prise de décision stratégique.
Dans certains cadres, ces agents LLM utilisent des techniques d'apprentissage par renforcement pour ajuster dynamiquement leurs choix d'action en fonction des retours de l'environnement ou des utilisateurs.
L'émergence de frameworks dédiés (LangChain, AutoGen, etc.) permet désormais de coordonner plusieurs modules autour d'un LLM (analyse, planification, exécution), facilitant la construction d'agents cognitifs plus modulaires et plus évolutifs.
Toutefois, ces agents soulèvent de nouvelles problématiques éthiques et de fiabilité, liées notamment au risque de biais dans le traitement du langage, à la confidentialité des données et à la difficulté de garantir la transparence de leurs prises de décision.